# Клетка
Вижте пояснителната страница за други значения на Клетка.
Клетката е структурна и функционална единица на всички живи организми и понякога е наричана „най-малката единица на живот“. Тя може да се самообновява, саморегулира и самовъзпроизвежда. Някои организми като бактериите са едноклетъчни (съставени само от една клетка). Други организми като човека са многоклетъчни. Човекът има приблизително 100 трилиона (1014) клетки, като нормалната големина на една клетка е 10 µm, а масата ѝ е около 1 ng. Най-голямата клетка е тази на неоплоденото щраусово яйце.
Всяка форма на живот се основава на клетки. Човешкото тяло се състои от приблизително 100 000 милиарда клетки, разпределени в около 200 категории. Има клетки с различни форми и размери, всяка от които изпълнява своя специфична задача. Клетките растат, размножават се и накрая умират. Те са като микроскопични химически лаборатории, в които хранителните вещества и енергията се използват, за да образуват мускули, нерви, кожа, хрущяли и кости. Основната структура е една и съща – външна мембрана, която регулира преминаването през желатинообразно вещество, наречено цитоплазма. Ядрото е центърът за управление на клетката. Съдържа дезоксирибонуклеинова киселина (ДНК), която определя наследствените характеристики. Ядрена мембрана обгръща и предпазва ДНК. Във вътрешността на ядрото се намира ядърцето, съдържащо рибозоми, които изграждат протеините.
През 1665 година Робърт Хук пръв използва понятието клетка, докато наблюдава коркови клетки. За пръв път клетъчната теория е формулирана през 1839 година от Матиас Шлайден и Теодор Шван. Тя твърди, че всички организми се състоят от една или повече клетки, всички клетки идват от предшестващи ги клетки, жизнените функции на организма протичат в клетките и всички клетки притежават наследствена информация, нужна за регулация на клетъчните функции и за предаване на тази информация на следващите поколения клетки.

## Анатомия на клетката
Клетката е най-малката основна структурна и функционална единица на живата материя. Има два типа клетки: еукариотни и прокариотни. Прокариотите обикновено са единични клетки и по-рядко свързани в колонии, докато еукариотните клетки се откриват в многоклетъчни организми с висока степен на организация.

### Прокариотна клетка
Прокариотните клетки не притежават обособено ядро, което да е отделено от цитоплазмата със самостоятелна мембрана, и това ги отличава от еукариотите. Също така прокариотите не притежават повечето от цитоплазмените органели, характерни за еукариотите (с изключение на рибозоми, които се откриват и в двата типа клетки). Повечето от функциите на органели като митохондриите, апарата на Голджи и др. се изпълняват от прокариотната плазмена мембрана.
Прокариотите имат три обособени участъка: израстъци, наречени флагелуми пили – това са белтъчни израстъци, прикрепващи клетката към повърхността; клетката се огражда от клетъчна капсула, клетъчна стена и клетъчна мембрана, и цитоплазмен участък, съдържащ клетъчния геном (ДНК), рибозоми и разнообразни включения.
Други разлики включват:
- Плазмената мембрана (фосфолипидния бислой) разграничава прокариотната вътрешност от външната среда и служи като филтър и сигнализационен пункт.

- Повечето прокариоти притежават клетъчна стена (някои изключения са микоплазми (род бактерии) и термоплазми (род археобактерии). Тя съдържа пептогликан в бактерията и играе ролята на допълнителна защита срещу външни неблагоприятни въздействия. Също така не позволява на клетката да „експлодира“ (цитолизис) при повишено осмотично налягане в хипотонична среда.

Клетъчна стена се среща и в някои еукариоти, като растенията (с голямо съдържание на целулоза), и при някои гъби, но има различен химичен състав.
- Прокариотната хромозома е от пръстеновиден тип и не е обособена от мембрана, но въпреки това генетичният материал е съхранен като при ядрото. Прокариотите могат да имат екзоядрена ДНК, локализирана в т. нар. плазмиди, които обикновено са пръстеновидни. Плазмидите могат да поемат допълнителни функции, като например резистентност към антибиотици.

### Еукариотна клетка
Еукариотните клетки са 10 пъти по-големи от прокариотните и могат да са до 1000 пъти по-обемни. Основната разлика между двата типа клетки е тази, че еукариотите притежават мембранно ограничени цитоплазмени компартменти, които участват по специфичен начин в метаболизма на клетката. Най-важният от тях е ядрото, мембранно ограден органел, съдържащ клетъчната ДНК. Точно то дава името на еукариотите, а именно същинскоядрени. Еукариотните клетки притежават високо специализирана едномембранна система, характеризираща се с регулирано движение и транспорт на везикули.
Еукариотните клетки (същинскоядрени) са клетки, при които наследственото вещество е отделено от цитоплазмата чрез обвивка (клетки, които имат ядро), а основната разлика между прокариотните клетки и еукариотните клетки е, че еукариотните имат ядро, а прокариотните нямат.
Други разлики са:
- Плазмената мембрана наподобява прокариотната по функция, но има малки различия в устройството. Клетъчна стена е в наличие само при растенията.
- Еукариотната ДНК е организирана като една или повече линейни ДНК молекули, наречени хромозоми, които са в комплект с хистонови белтъци. Цялата хромозомна ДНК е локализирана в ядрото, което от своя страна е разграничено от цитоплазмата посредством ядрена обвивка. Някои еукариотни органели (митохондрии, хлоропласти) също съдържат наследствена информация.
- Много еукариотни клетки имат реснички. Освен двигателните функции, те служат като сензори за температура, механични въздействия и химични дразнители.[6]
- Еукариотите могат да се придвижват посредством флагелуми (камшичета), които са по-сложни от тези на прокариотите.

## Субклетъчни компоненти
Всяка клетка, било то прокариотна или еукариотна, притежава мембрана, разграничаваща я от околната среда и регулираща транспорта на вещества, постъпващи в клетката и на такива, излизащи от нея (избирателна пропускливост). Вътре в клетката цитоплазмата заема повечето от клетъчното съдържимо. Всички клетки притежават ДНК, наследствена информация от гени, и РНК, необходима да се синтезират белтъци, като ензимите, основната организация на клетката. Има и други видове биомолекули в клетката
Друга част на клетката е цитоплазмата. Тя е полутечно вещество със сложен химичен състав и зърнест строеж и свързва отделните части на клетката. В нея се извършва образуването на вещества и тяхното разграждане с освобождаване на енергия. Тази част на цитоплазмата, която се намира около ядрото или вакуолите, се нарича цитоплазмена мембрана. Тя е силно оводнена (процесите се провеждат във водна среда). Колкото клетката е по-млада, толкова тя е по-оводнена.

### Клетъчна мембрана – границата, определяща клетката
- Клетъчната обвивка е изградена от двоен фосфолипиден слой, прорязан на места от белтъци. Такъв модел на строеж се нарича течностно-мозаичен. Белтъците в мембраната изграждат канали или участват като белтъци-преносители, като съответно внасят или изнасят молекули от клетката. Мембраната пропуска свободно малко молекули и йони, но с определена големина и концентрация. По нея има множество рецептори, разпознаващи различни молекули, като хормоните например. В заключение мембраната служи за защита и за отграничаване на клетката от външната среда.

При растенията най-външната част е целулоза. Обвивката е еластична. Има множество пори или отворчета, чрез които се осъществява обмяната на веществата.

### Цитоскелет – клетъчният скелет
- Цитоскелетът е отговорен за организирането и регулирането на клетъчната форма, помага при ендоцитозата (поемането на материал от външната среда) и в цитокинезата (разделянето на двете дъщерни клетки след клетъчното делене), както и за придвижването на органелите в цитоплазмата в процеса на израстването им. Еукариотният цитоскелет е представен от микрофиламенти, интермедиерни филаменти и микротубули. Освен тях има огромно количество белтъци, които действат заедно с цитоскелетните елменти, като ги ръководят, смрежават ги и ги удължават. Прокариотният цитоскелет е много по-слабо изучен, но се знае, че отговаря за поддържането на клетъчната форма, полярността и цитокинезата.[7]

### Генетична информация
Съществуват два различни вида генетичен материал: дезоксирибонуклеиновите киселини (ДНК) и рибонуклеиновите киселини (РНК). Повечето организми използват ДНК за складиране на наследствената си информация, но някои вируси (като ретровирусите) имат РНК за генетична информация. Съдържащата се в един организъм биологична информация е кодирана в ДНК и РНК последователности. РНК може да се използва и за транспорт на информация (иРНК), и като ензими (нар. рибозими) при организмите, използващи ДНК за съхранение на информацията.
Прокариотният генетичен материал е структуриран като единична, кръгова ДНК молекула (бактериината хромозома) в ядрената област на цитоплазмата. Еукариотният генетичен материал е разделен в линейни молекули, наречени хромозоми, поместващи се в обособено ядро, като обикновено има допълнителна генетична информация в митохондриите и хлоропластите (виж ендосимбионтна теория). Митохондриалната генетична информация е много малка количествено и може да кодира само няколко белтъка.
Човешкият геном се състои от 46 линейни ДНК молекули.

### Клетъчни органели
Човешкото тяло съдържа много различни органи, като сърце, бял дроб, бъбрек, и всеки от тези органи изпълнява различна функция. Клетките също имат набор от „малки органи“, наречени органели, които са приспособени и/или специализирани да изпълняват една или повече жизнени функции. Мембранно ограничени органели са открити само в еукариотната клетка.
Клетъчното ядро – информационният център на клетката
Клетъчното ядро е най-забележителният органел, открит в еукариотната клетка. В него са поместени клетъчните хромозоми, освен това е мястото, където се реплицира ДНК и се синтензира РНК. Ядрото е сферично по форма и е ограничено от цитоплазмата с двойна ядрена обвивка. Тя изолира и предпазва клетъчната ДНК от различни молекули, които биха могли случайно да повредят структурата ѝ или да я преработят. По време на процесинга ДНК е транскрибирана или копирана върху специално РНК, наречено иРНК. След това иРНК-то се изнася от ядрото и по-късно се превежда в специфична последователност от аминокиселини, изграждащи дадения белтък. Този процес се извършва в цитоплазмата.
Митохондрии и хлоропласти – енергийните централи на клетката
Митохондриите са самовъзпроизвеждащи се органели, които се намират в различен брой, форми и размери в цитоплазмата на еукариотните клетки. Тези органели притежават собствен геном, различен от този в ядрото. Митохондриите са органели с много важна роля, а именно генериране на енергия в еукариотната клетка при процеса дишане, прибавяйки кислород към храната (разграждане на глюкозата и превръщането ѝ в енергия на макроенергийните връзки на АТФ). Това става в цикъла на Кребс.
Пластидите са органели, които съдържат различни видове багрила. Едни от най-широко разпространените пластиди са хлоропластите, в които се съдържа зеленото багрило хлорофил. Хлоропластите са характерни само за растителните клетки и в тях се осъществява фотосинтезата. Пластидите (подобно на митохондриите) съдържат собствен генетичен материал.
Апарат на Голджи и ендоплазматичен ретикулум – разпределители на макромолекулите
Ендоплазменият ретикулум (ЕР) е транспортна мрежа за молекули, разпределени за определена модификация със специфично предназначение, които плават свободно из цитоплазмата. Този органел има два участъка: Зърнест ендоплазмен ретикулум (наречен така поради наличието на рибозоми по повърхността му) и Гладък ендоплазмен ретикулум. В цистерните на апарата на Голджи се извършват определени модификация (гликолизиране, ацетилиране и др.) на различни молекули.
Рибозоми (центрове за продукция на белтъци)
В рибозомите се извършва разчитането на генетичния код и синтезирането на нови белтъчни молекули, необходими на клетката. В прокариотите рибозомите се срещат свободно в цитоплазмата, докато в еукариотите освен свободни, могат да са и по повърхността на някои от едномембранните органели или локализирани във вътрешността на двумембранните органели.
Лизозоми и пероксизоми (само в еукариотни клетки)
Клетката не би могла да съдържа толкова разрушителни ензими, ако не бяха ограничени с мембрани. Тези ензими са поместени в лизозомите (съдържат ензимите хидролази) и пероксизомите (съдържат предимно оксидази). Понякога тези два органела са наричани „сомоубийствени сакове“ тъй като могат да се „детонират“ и да разрушат клетката (автолизис).
Центрозома (цитоскелетният организатор)
Центрозомата продуцира микротубулите в клетката, които са ключов компонент на цитоскелета. Те ръководят транспорта на везикули от ендоплазмения ретикулум и апарата на Голджи. Центрозомата организира и двете центриоли, които помагат при клетъчното делене, и помагат при формирането на делителното вретено. Центрозомата се среща в животинските клетки и в някои гъби и водорасли.
Везикули
Везикулите пренасят хранителни вещества и непотребни отпадъци, предназначени за изхвърляне от клетката. Описвани са като изпълнени с течност мехурчета, заградени от мембрана. Някои организми (като амебата например) притежават свивателни вакуоли, които могат да изхвърлят вода от клетката, ако е в прекомерно съдържание.

## Клетъчни функции

### Клетъчен растеж и метаболизъм
Основни статии: Клетъчен растеж и метаболизъм
Между последователните клетъчни деления клетките нарастват с функционирането на клетъчния метаболизъм. Клетъчния метаболизъм е процес, при който индивидуалните клетки обработват хранителни молекули. Метаболизмът има два ралични пътя: катаболизъм, през който клетките разрушават комплекси от молекули, за да извличат енергия, и анаболизъм, през който клетките използват енергия, за да построяват комплекси от молекули или да изпълняват други функции. Комплексите от захари, приети от организма, могат да се разградят до по-малка комплексна молекула, наречена глюкоза. Оттам в клетката глюкозата се разгражда за производството на АТФ (по-точно производство на неговите макроенергийни връзки, складиращи голямо количество енергия) по два различни начина.
Първият път е гликолизата, неизискваща кислород, отнасяща се към анаеробен анаболизъм. В прокариотите гликолизата е единственият път за производство на енергия.
Втория път се нарича цикъл на Кребс или цикъл на лимонената киселина, извършващ се в митохондриите. В този цикъл се генерира енергия, която е достатъчна за изпълнение на клетъчните функции.

### Производство на нови клетки
Клетъчното делене включва една клетка (наречена майчина клетка), която се дели на две нови клетки (наречени дъщерни). Това води до нарастване на многоклетъчния организъм (нарастване на тъканта) и до увеличаване на броя на индивидите при едноклетъчните.
Прокариотите се делят чрез бинарно делене. Еукариотите обикновено претърпяват процес на ядрено делене, наречен митоза, последвано от делене на цитоплазмата, наречено цитокинеза. Диплоидната клетка може да претърпи мейоза, за да редуцира набора си до хаплоиден. В резултат на това делене се получават четири дъщерни клетки. Хаплоидните клетки служат като гамети в многоклетъчните организми и при сливането си образуват диплоидни клетки.
ДНК репликацията или процесът на копиране на клетъчния геном, е необходима всеки път, когато клетката встъпва в делене. Репликацията, както всички останали клетъчни дейности, изисква специални белтъци, които да помогнат за извършването ѝ̀.

### Синтез на белтъци
Клетките могат да синтензират нови белтъци, които са важни за поддържането на клетъчната активност. Процесът включва образуването на нови белтъчни молекули от аминокиселини, подредени по информацията, кодирана в ДНК/РНК. Синтезът на белтъци се основава на две основни стъпки: транскрипция и транслация.
Транскрипцията е процесът, при който информация от ДНК се използва за производството на комплементарната ѝ РНК нишка. Тази РНК е информационното РНК (иРНК), което може свободно да мигрира в клетката. иРНК се свързва в РНК белтъчни комплекси, наречени рибозоми, локализирани в цитозола, където се превежда в полипептидна последователност.

## Произход и еволюция
Произходът на клетката е в основата на произхода на живота, това е една от най-важните стъпки в еволюцията на организмите. Появата на клетката бележи прехода от пребиотична химия към биологичен живот.
Съществуват три основни хипотези за произхода на молекулите, поставили началото на живота на Земята. Според едната от тях те са пренесени от метеорити, според втората се образуват в горещи извори на морското дъно, а според третата са синтезирани от мълнии в атмосферата (вижте експеримент на Милер-Юри). На практика не съществуват експериментални данни, които да показват какви са първите самовъзпроизвеждащи се форми. Обикновено се приема, че РНК е първата самовъзпроизвеждаща се молекула, тъй като тя има възможност както да съхранява генетична информация, така и да катализира химични реакции. В същото време е възможно преди РНК да са съществували други вещества с възможност за самовъзпроизвеждане, като например пептидно-нуклеиновата киселина.
Първите клетки се появяват преди поне 3,0 – 3,3 милиарда години, като се предполага, че те са хетеротрофи. Важно свойство на клетките е наличието на клетъчна мембрана, съставена от двоен слой липиди. Вероятно ранните клетъчни мембрани са по-прости и проницаеми от съвременните, със само по една верига на мастни киселини в липидите. Липидите спонтанно образуват двуслойни везикули във водата и може би са се появили преди РНК. Но първите клетъчни мембрани може би са се образували и от каталитична РНК или дори са имали нужда от наличието на структурни белтъци.
Еукариотните клетки вероятно са еволюирали от симбиозни общности от прокариотни клетки. Почти е сигурно, че органелите, свързани с ДНК, като митохондриите и хлоропластите, са съответно остатъци от древни симбиозни кислороднодишащи протеобактерии и цианобактерии, а останалата част от клетката произлиза от прародителска, архайска прокариотна клетка – теория, наречена ендосимбионтна.

## Видове клетки

### Растителни
Клетка от меристемната тъкан – от нея се развиват всички останали специализирани видове клетки

Клетка от склеренхимната тъкан – притежава с пъти по-дебели стени, служи за укрепване; обикновено тези клетки са мъртви

Клетка от хлоренхимната тъкан – слабо диференцирана; съдържа много хлоропласти, тъй като там се извършва фотосинтезата

Клетка от аеренхимната тъкан – характерни са за множество междуклетъчни пространства – функцията ѝ е обменът на газове

Клетка от епидермиса – най-често не съдържа хлоропласти; може да има рецептори за светлина и дразнения

Клетка от проводящата тъкан – функцията ѝ е транспортът на продуктите от фотосинезата; не притежава ядро

### Животински
Невронни клетки – 30 – 50 mm

Мускулни влакна – 10 – 12 mm

Яйцеклетка – 200 µm

Сперматозоиди – 3 – 4 µm

## История
- 1632 – 1723: Антони ван Льовенхук се научава как да изглажда лещи, построява микроскопа и рисува протозоа (като Vorticella от дъждовна вода, и бактерия от собствената си уста).
- 1665 – Робърт Хук открива клетки в корк, а след това и в жива растителна тъкан, използвайки ранен тип микроскоп.[3]
- 1839 – Теодор Шван и Матиас Шлайден изясняват принципа, по който животните и растенията са изградени от клетки, заключавайки, че клетките са обща структурна и функционална единица, и по този начин откриват клетъчната теория.
- Рудолф Вирхов установява, че клетките винаги се появяват чрез клетъчно делене (omnis cellula ex cellula).
- 1931 – Ернст Руска построява първия Трансмисионен електронен микроскоп (ТЕМ) в Берлинския университет.
- 1953 – Уотсън и Крик правят първото си изявление за двойно-спиралната структура на ДНК.
- 1981 – Лин Маргулис публикува Симбиоза в клетъчната еволюция, в която се описва в детайли ендосимбионтната теория!